# Володьков, Иван Иванович
Ива́н Ива́нович Володько́в (1929—1991) — советский работник сельского хозяйства, Герой Социалистического Труда (1973).

## Биография
Родился 19 июня 1929 года в с. Донсково (ныне — Новоусманского района Воронежской области).
Трудовую деятельность начал в 1943 году трактористом в колхозе «Россия» Чернышковского района Сталинградской области.
Последующая жизнь и трудовая деятельность И. И. Володькова прошли в х. Верхнем Гнутове Чернышковского района Волгоградской области: работал трактористом, затем бригадиром тракторной и позже комплексной бригады, заместителем председателя колхоза, заведующим хозяйственной частью колхоза.
С сентября 1968 года — бригадир комплексной бригады № 2 колхоза им. Димитрова.
В 1973 году, при взятом на себя обязательстве продать государству 41000 ц зерна, бригада продала 66000 ц. Урожайность оказалось высокая — 28,5 центнеров с 1 гектара.
Член КПСС с 1965 года. Избирался делегатом XXV съезда КПСС.
В 1989 году ушел на заслуженный отдых, но продолжал трудиться.
Умер 9 февраля 1991 года.

## Память
В районе был учрежден переходящий кубок имени И. И. Володькова, который вручался лучшему молодому механизатору по итогам уборки урожая.

## Награды
- Указом Президиума Верховного Совета СССР за большие успехи, достигнутые во Всесоюзном социалистическом соревновании, и проявленную доблесть в выполнении принятых обязательств по увеличению производства зерна и других продуктов земледелия Ивану Ивановичу Володькову в 1973 году было присвоено высокое звание Героя Социалистического Труда.
- Награждён орденами Ленина и Трудового Красного Знамени.